# Кандык калифорнийский
Канды́к калифорни́йский (лат. Erythrónium califórnicum) — вид цветковых растений рода Кандык (лат. Erythronium).

## Ареал и местообитание
Эндемик северных Калифорнийских береговых хребтов (англ. California Coast Ranges) гор Северной Калифорнии. Произрастает в сухих лесах, просеках и на откосах на высоте от 0 до 1900 м.

## Ботаническое описание
Эфемероидное многолетнее травянистое луковичное растение высотой 10—30 см. Столонов не образует. Луковица от 3 до 6 см шириной.
Есть два прикорневых листа 7—19 см длиной, от яйцевидной до узкояйцевидной формы, с волнистым концом, зелёного цвета, иногда с вкраплениями коричневого.
Красновато-зелёные цветоносы достигают до 30 см в высоту, каждый несёт 1—3 цветка. Листочки околоцветника 2,5—4 см длиной, от белого до кремового цвета, иногда с красными или коричневыми пятнышками вблизи основания цветка. Столбик пестика 10—14 мм длиной. Тычинки, пыльники и рыльце беловатого цвета.
Цветение с апреля по май.

## Хозяйственное значение и применение
Изредка используется как садовое декоративное растение.

## Синонимика
- Erythronium bolanderi (S.Watson) Baker
- Erythronium giganteum Lindl.
- Erythronium grandiflorum var. giganteum (Lindl.) Hook.
- Erythronium grandiflorum f. giganteum (Lindl.) Voss
- Erythronium revolutum var. bolanderi S.Watson[1]